# Tatjana Logunova
Tatjana Jurjevna Logunova (ryska: Татьяна Юьевна Логунова), född den 3 juli 1980 i Moskva i Sovjetunionen (nu Ryssland), är en rysk fäktare som tog OS-guld i damernas lagtävling i värja i samband med de olympiska fäktningstävlingarna 2004 i Aten. Hon tog även ett brons i lagtävlingen i värja vid olympiska sommarspelen 2016 i Rio de Janeiro.